# Léon Rohard
Léon Rohard, né le 8 janvier 1836 à Trélazé (Maine-et-Loire), mort le 26 novembre 1882 à Tours (Indre-et-Loire) est un architecte français.

## Biographie
Élève de Simon-Claude Constant-Dufeux à l'école des Beaux-Arts à Paris (promotion 1855), il devient membre de la Société centrale des architectes français (devenue depuis académie d'architecture) en 1868.
En 1862, il remporte le premier prix du concours pour le nouvel hôtel de ville de Tourcoing (médaille d'or et prime de six mille francs), mais son projet n'est pas retenu par la municipalité.
Il est le créateur du palais de justice de Baugé construit de 1862 à 1866 et inscrit en 1986 sur la liste des monuments historiques. Entre 1864 et 1866, il reconstruit le bâtiment ouest du château Notre-Dame à Nueil-sur-Layon.
De 1867 à 1869, il a pour élève Victor Laloux avant que celui-ci ne parte, sur ses conseils, suivre des cours à Paris.
S'inspirant de l'Opéra Garnier, il conçoit les plans du Grand Théâtre de Tours qui est inauguré le 8 août 1872. Malgré l'incendie de ce bâtiment en 1883, la façade conserve la plupart des éléments qui lui sont dus, notamment les colonnes et le tympan de l'avant-corps surplombant l'entrée.
En 1879, il est chargé de la restauration de la chapelle de l'hôpital Bretonneau à Tours.

## Galerie photos

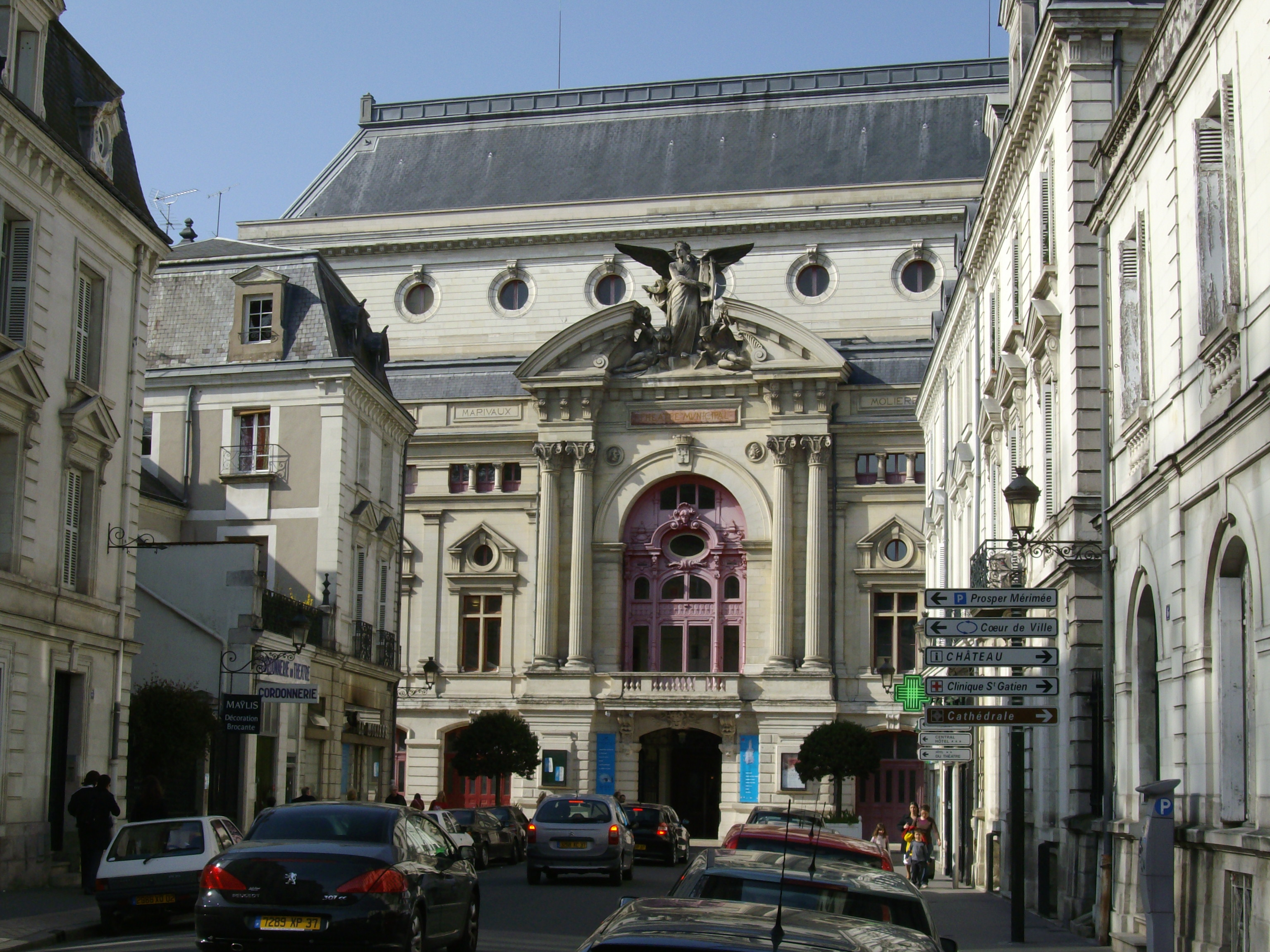
Façade du Grand Théâtre de Tours
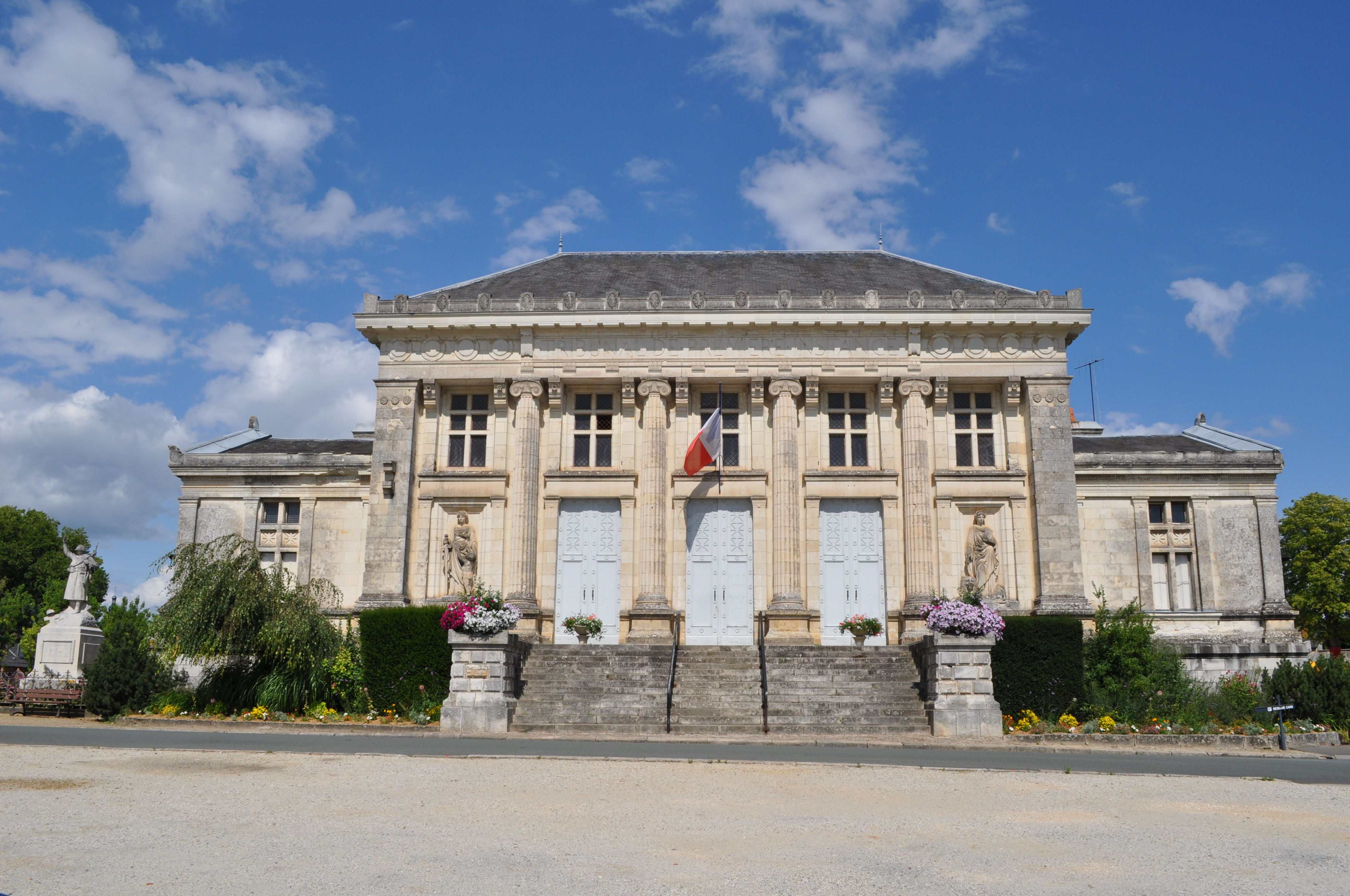
Façade du palais de justice de Baugé (Maine-et-Loire)
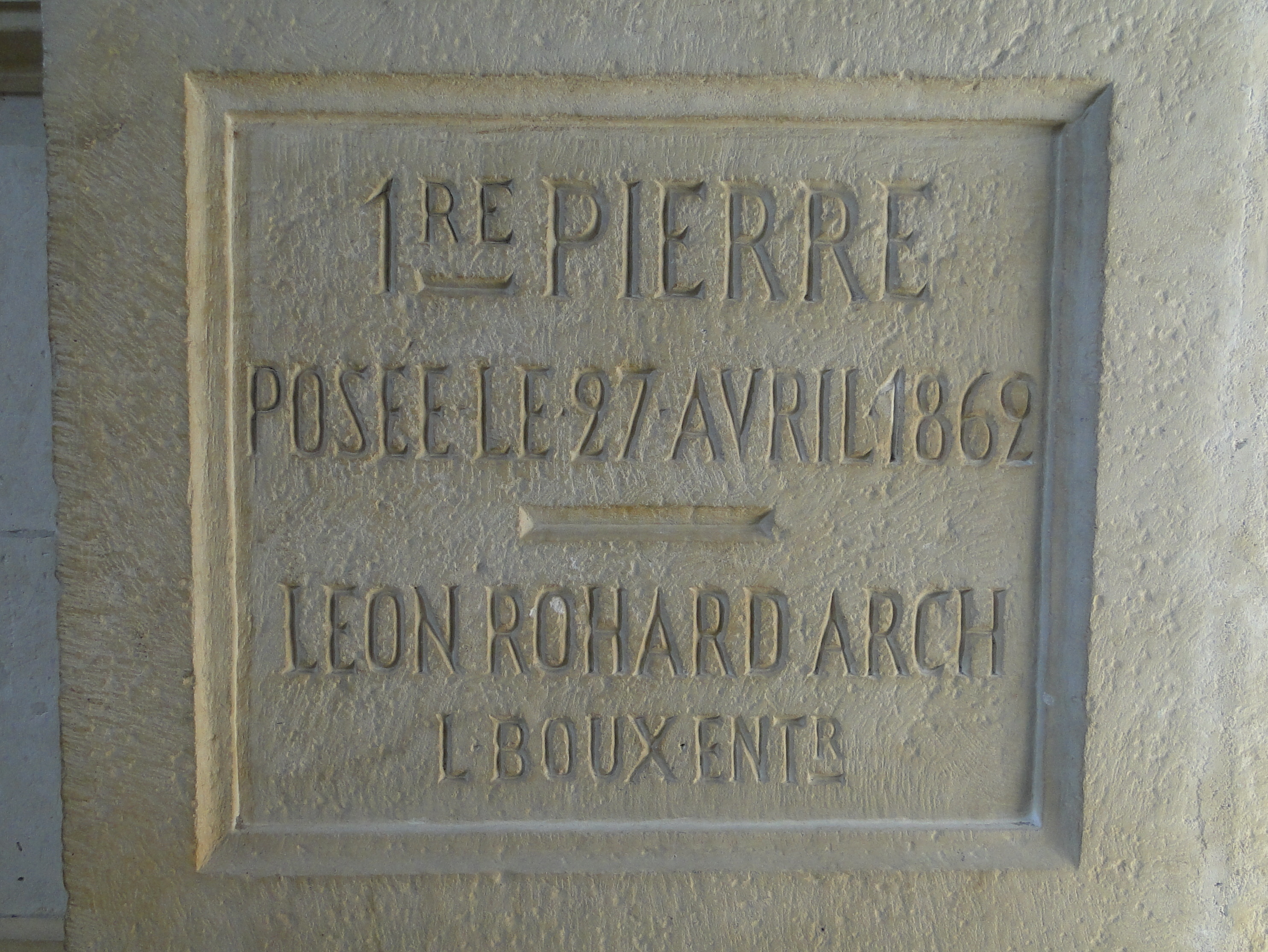
Inscription pose de la première pierre dans la salle des pas perdus du tribunal de Baugé